# Arauca (ville)
Pour les articles homonymes, voir Arauca (homonymie).
Arauca est une ville de Colombie et la capitale du département d'Arauca. Son nom complet est Villa de Santa Bárbara de Arauca. Elle est longée au nord par un affluent du fleuve Orénoque, la rivière Arauca, qui marque ici (comme sur la majeure partie de son cours) la frontière entre la Colombie et le Venezuela. Le pont international José-Antonio-Páez, juste à l'est de la ville, permet de rejoindre par la route, sur la rive opposée, la localité d'El Amparo, dans la municipalité vénézuélienne de Páez. 
Elle comptait 68 222 habitants en 2005.

## Toponymie
Le nom d’Arauca lui vient du cours d'eau au bord duquel la ville est située, la rivière Arauca, dont le nom vient des amérindiens Araucas (de la famille Arawak) qui peuplaient la région à l'arrivée des conquistadores espagnols.

## Histoire
Les llanos (en français : plaines) orientales colombiennes sont explorées pour la première fois par le conquistador allemand Jorge de Espira (de son nom de naissance : Georg Hohermuth von Speyer), en mars 1536, parti du port vénézuélien de Coro. Sur les rives du río Arauca, il trouve de petites populations indigènes.
En 1538, le conquistador Nikolaus Federmann organise une nouvelle expédition vers les llanos orientales depuis Coro, pénètre la savane vénézuélienne, passe le río Apure, traverse le río Arauca sur le site de Puerto Colombia, situé dans le coin nord-est de la municipalité d'Arauca.

## Géographie

### Localisation
| \| AraucaArauquita · 75 km Cravo Norte · 105 km Puerto Rondón · 95 km Guasdualito · 17,5 km Elorza · 140 km Mérida · 172 km San Cristóbal · 178 km Barinas · 181 km Cúcuta · 210 km Bucaramanga · 260 km Yopal · 265 km Tunja · 335 km Barquisimeto · 365 km San Fernando · de Apure · 375 km Puerto Carreño · 375 km Villavicencio · 450 km Bogota · 455 km Inírida · 475 km COLOMBIE VENEZUELA \| Distance par rapport à d'autres villes, à vol d'oiseau. |
| AraucaArauquita · 75 km Cravo Norte · 105 km Puerto Rondón · 95 km Guasdualito · 17,5 km Elorza · 140 km Mérida · 172 km San Cristóbal · 178 km Barinas · 181 km Cúcuta · 210 km Bucaramanga · 260 km Yopal · 265 km Tunja · 335 km Barquisimeto · 365 km San Fernando · de Apure · 375 km Puerto Carreño · 375 km Villavicencio · 450 km Bogota · 455 km Inírida · 475 km COLOMBIE VENEZUELA                                                               |

## Économie
Le taux de chômage à Arauca est de 32,5 % en 2019.